# انارستان (اردکان)
انارستان (اردکان)، روستایی از توابع بخش عقدا شهرستان اردکان در استان یزد ایران است. روستای انارستان در یک کیلومتری روستای مزرعه نو ( مرکز دهستان )، سیزده کیلومتری شهر عقدا (مرکز بخش)، پنجاه و پنج کیلومتری شهر اردکان ( مرکز شهرستان )، یکصد و پانزده کیلومتری شهر یزد ( مرکز استان ) در طول جغرافیایی 532955.31 شرقی و عرض جغرافیایی 322325.36 شمال واقع شده و از شمال غربی به روستای مزرعه نو، از غرب به روستای خلیل آباد، از جنوب به کوه و سپس به روستای هفتهر و سورک و از شرق به عقدا و کیکوه محدود میشود. روستا تابع دهستان نارستان، بخش عقدا، شهرستان اردکان و استان یزد میباشدو ارتفاع آن از سطح دریا 1047 متر است. آب و هوای روستا در تابستان گرم و خشک و در زمستان سرد و خشک است و در فصل بهار و پاییز معتدل است و زیبایی روستا به حدی است که در ایام نوروز و تعطیلات جمع زیادی برای گردشگری به این روستا می آیند. روستا دارای چهار چشمه است که آب آنها در استخری حدود 300 متر مربع جمع و سپس در کشتزار ها و باغ ها استفاده میشود. آب چشمه ها که سفره زیرزمینی آن با سفره یزد اردکان یکی است دارای کیفیت خوبی است ( قلیا 2.4 میلی اکی والان در لیتر، کلر 75 میلی اکی والان در لیتر، سولفات 35 میلی اکی والان در لیتر، کلسیم 30 میلی اکی والان در لیتر، منیزیم 18 اکی والان در لیتر، سدیم 75 میلی اکی والان در لیتر و پتاسیم یک دهم میلی اکی والان در لیتر، میزان بی کربنات کلسیم دو چهاردهم میلی اکی والان در لیتر است که اندکی زیادتر از حد معمول است که چشمه های آهکی چنین میباشند. Ec متوسط آن 2000 است که میزان عادی آن 1800 می باشد.) قبل از انتقال آب کوهرنگ همه مصارف آب روستا از چشمه ها بود و از اطراف نیز آب چشمه ها برای شرب یا چای استفاده میکردند. روستا دارای مسجد با آبدارخانه مجزا، حسینیه، نانوایی، مدرسه و فضای سبز می باشد. مدرسه در حال حاضر فعالیت آموزشی ندارد. قلعه روستا در مسیر یزد به اصفهان با قدمت قریب 400سال مربوط به دوره صفویه است و ثبت ملی شده است. روستا دارای آنتن گیرنده و تقویت امواج رادیو و تلویزیون است. قسمتی از روستا دارای فاضلاب می باشد. از آنجا که سنگ قبرهای قبرستان روستا که به زبان غیر فارسی و عربی بوده اند از بین رفته، تخمین قدمت روستا مشکل است اما شواهدی از قدمت بسیار زیاد روستا وجود دارد. 
جاده روستا آسفالت است. 
میزان بارندگی منطقه کم است. 
جمعیت روستا 40 نفر در روزهای عادی و بیش از صد نفر در روزهای تعطیل می باشد. مردم روستا مهربان و بسیار سخت کوش هستند و شغل آن ها کشاورزی و دامپروی و پرورش طیور است. دام روستاییان سبک است و کشاورزی آن ها گندم، جو، شلغم، چغندر، سبزیجات، پیاز، انگور، انجیر در حد کم و انار دانه سیاه است. بعد از انار مرغوب روستا، توت درخت غالب است. 
روستا در قلب کویر اما در منطقه ای کوهستانی است. خط آهن اصلی و خطوط انتقال آب منطقه ای به یزد از کنار روستا میگذرد. 
روستا دارای آب، برق، تلفن ثابت، گاز و اینترنت است. جدیدا کمی زعفران هم در روستا کشت میشود. 
25 باب منزل مسکونی در روستا است و جوانان تحصیل کرده روستا در شهر ها اشتغال دارند و ساخت و سازها حاکی از بازگشت آنها به روستا در ایام بازنشستگی است. هنر دستی روستا فرش نائینی است. بعضی از مردم منطقه و روستا به چشمه ها اعتقاد دارند و همه ساله طی مراسمی آش نذری می پزند. قلعه روستا نیازمند توجه و تعمیر است.
در مرکز دهستان ( مزرعه نو ) امکاناتی از قبیل دبستان، دبیرستان، کتابخانه، پارک، شرکت تعاونی روستایی، خانه معلم، پست، پست بانک، خود پرداز و امکانات درمانی و دندانپزشکی وجود دارد. 

## جمعیت
این روستا در دهستان نارستان قرار دارد و براساس سرشماری مرکز آمار ایران در سال ۱۳۸۵، جمعیت آن ۴۰ نفر (۱۲خانوار) بوده‌است.